# Касипович, Антон
Антон Касипович (серб. Антон Касиповић, род. 30 августа 1956, Баня-Лука, СФРЮ) — министр юстиции Республики Сербской, занявший этот пост 29 декабря 2014 года. Вице-премьер Правительства в 2014—2018 годах.

## Биография
Антон Касипович родился 30 августа 1956 года в Баня-Луке. Та же окончил основную и среднюю школу, а высшее образование получил на юридическом факультете. Работал журналистом газеты «Глас Српске», затем был корреспондентом сараевского телевидения. Позднее возглавлял маркетинговый отдел Общественной службы Радио и Телевидения Боснии и Герцеговины.
С 16 ноября по 29 декабря 2010 года Касипович исполнял обязанности премьер-министра Республики Сербской. С 29 декабря 2010 по 29 декабря 2014 гг. был министром культуры и образования РС. 29 декабря 2014 года возглавил Министерство юстиции РС.
3 февраля 2015 года Народная скупщина РС утвердила Сребренку Голич и Антона Касиповича в качестве вице-премьеров Правительства.
Женат, отец одного ребенка. По национальности хорват.